# Ian Redford
Ian Redford (Perth, 5 de abril de 1960 - Irvine, 10 de enero de 2014) fue un jugador de fútbol británico que jugaba en la demarcación de centrocampista.

## Biografía
Ian Redford debutó como futbolista profesional en 1976 con el Dundee FC, donde marcó 34 goles en 85 partidos jugados durante las cuatro temporadas que permaneció en el club. En 1980 fichó por el Rangers FC para cinco años. Con el club de Glasgow ganó la Copa de Escocia en la edición de 1981, y la Copa de la Liga de Escocia en 1982, 1983 y 1985. El Dundee United FC se hizo con los servicios del jugador para los tres años siguientes. Con el club fue subcampeón de la Copa de la UEFA en 1987, mismo año en el que se proclamó subcampeón de la Copa de Escocia. En 1988 fichó por el Ipswich Town FC. Tras un breve paso por el St. Johnstone FC y por el Brechin City FC, club en el que fue jugador-entrenador, se fue traspasado al Raith Rovers FC, con el que ganó la Copa de la Liga de Escocia en 1995, año en el que se retiró como futbolista profesional.
Ian Redford falleció el 10 de enero de 2014 en Irvine a los 53 años de edad.

## Clubes

### Como futbolista
| Club             | País       | Año         | Partidos | Goles |
| ---------------- | ---------- | ----------- | -------- | ----- |
| Dundee FC        | Escocia    | 1976 - 1980 | 85       | 34    |
| Rangers FC       | Escocia    | 1980 - 1985 | 171      | 23    |
| Dundee United FC | Escocia    | 1985 - 1988 | 101      | 20    |
| Ipswich Town FC  | Inglaterra | 1988 - 1991 | 68       | 8     |
| St. Johnstone FC | Escocia    | 1991 - 1993 | 44       | 5     |
| Brechin City FC  | Escocia    | 1993 - 1994 | 44       | 3     |
| Raith Rovers FC  | Escocia    | 1994 - 1995 | 12       | 0     |

### Como entrenador
| Club            | País    | Año         |
| --------------- | ------- | ----------- |
| Brechin City FC | Escocia | 1993 - 1994 |

## Palmarés
Rangers FC
- Copa de Escocia: 1981
- Copa de la Liga de Escocia (3): 1982, 1983 y 1985

Raith Rovers FC
- Copa de la Liga de Escocia: 1995